# Kodon

Tabela kodonów

Kodon – sekwencja trzech nukleotydów (triplet) występująca w mRNA, stanowiąca jednostkę kodującą określony aminokwas podczas syntezy białka. Istnieją 64 kodony, z czego 61 to kodony określające 20 podstawowych aminokwasów białkowych, zaś 3 pozostałe odpowiadają za zakończenie translacji.
W przyrodzie występuje około 300 aminokwasów, spośród których 20 stanowi monomeryczne jednostki białek. W związku z tym musi istnieć przynajmniej 20 oddzielnych kodonów, które tworzyłyby kod genetyczny. W mRNA występują cztery rodzaje nukleotydów różniące się rodzajem zasady azotowej wchodzącej w ich skład: adenina (A), cytozyna (C), guanina (G), uracyl (U). Gdyby kod genetyczny był jedynkowy i jeden nukleotyd odpowiadał jednemu aminokwasowi, wówczas możliwe byłoby zakodowanie w taki sposób tylko 4 aminokwasów. W przypadku kodu dwójkowego byłoby 16 kombinacji. Obecnie wiadomo, że kod genetyczny jest trójkowy, tzn. informację o aminokwasie niesie konkretny układ trzech nukleotydów. Takich kombinacji nukleotydów jest 64.
Spośród 64 kodonów trzy są kodonami nonsensownymi (UAG, UGA, UAA). Napotkanie przez rybosom takich kodonów powoduje zakończenie syntezy białka. 61 pozostałych kodonów koduje 20 aminokwasów, zatem jednemu aminokwasowi może odpowiadać kilka kodonów. Dlatego o kodzie genetycznym mówi się, że jest zdegenerowany. Poza tym kod genetyczny jest bezprzecinkowy (pomiędzy kodonami i w ogóle nukleotydami nie ma żadnych innych elementów, które miałyby wpływ na odczyt), niezachodzący (kodony leżą jeden za drugim i nie mają elementów wspólnych), jednoznaczny (dana trójka koduje tylko jeden rodzaj aminokwasu), kolinearny (kolejność ułożenia kodonów odpowiada kolejności ułożenia aminokwasów w białku) i uniwersalny (z pewnymi wyjątkami kodony i zasady kodowania są takie same u wszystkich organizmów).
Kodon AUG koduje metioninę. Wszystkie polipeptydy (białka) eukariotów zaczynają się metioniną, a polipeptydy prokariotów – zmodyfikowaną metioniną (N-formylometioniną). Dlatego ten pierwszy odczytywany przez rybosom podczas syntezy białka kodon AUG w mRNA określa się jako kodon inicjujący lub startowy. Metionina kodowana przez ten kodon może występować także w wewnętrznych pozycjach łańcucha polipeptydowego.

## Rozpoznawanie kodonu
Cząsteczka mRNA zawierająca określone kodony aminokwasu jest rozpoznawana przez tRNA z dołączonym na końcu 3' aminokwasem charakterystycznym dla danego kodonu. Umożliwia to włączenie aminokwasu we właściwej pozycji do peptydu. Rozpoznanie odbywa się poprzez pętlę antykodonową tRNA (głównie przez jej fragment – antykodon). Antykodon wiąże się z kodonem zgodnie z komplementarnością zasad. Ze względu na występowanie degeneracji kodu, jedna cząsteczka tRNA musi rozpoznawać więcej niż jeden kodon dla jednego aminokwasu. Jest to możliwe dzięki zdolności pierwszej zasady antykodonu do wiązania się z różnymi zasadami z trzeciej pozycji kodonu. Zdolność tę nazywa się regułą tolerancji lub degeneracją trzeciej zasady. Ponieważ pętla antykodonowa jest nieliniowa, wiązanie kodon-antykodon jest niedoskonałą helisą RNA. Umożliwia to tworzenie się niestandardowych par zasad (np. G z pierwszej pozycji antykodonu może tworzyć parę z U lub C z trzeciej pozycji kodonu; inozyna z pierwszej pozycji antykodonu może parować się z C, A lub U).
Degeneracja kodu i reguła tolerancji są elementami komórkowego zabezpieczania się przed mutacjami.

## Tabela standardowych kodonów dla mRNA
| Kodon | Aminokwas         | Kodon | Aminokwas | Kodon | Aminokwas    | Kodon | Aminokwas   |
| ----- | ----------------- | ----- | --------- | ----- | ------------ | ----- | ----------- |
| UUU   | fenyloalanina     | UCU   | seryna    | UAU   | tyrozyna     | UGU   | cysteina    |
| UUC   | fenyloalanina     | UCC   | seryna    | UAC   | tyrozyna     | UGC   | cysteina    |
| UUA   | leucyna           | UCA   | seryna    | UAA   | Ochre (Stop) | UGA   | Opal (Stop) |
| UUG   | leucyna           | UCG   | seryna    | UAG   | Amber (Stop) | UGG   | tryptofan   |
| CUU   | leucyna           | CCU   | prolina   | CAU   | histydyna    | CGU   | arginina    |
| CUC   | leucyna           | CCC   | prolina   | CAC   | histydyna    | CGC   | arginina    |
| CUA   | leucyna           | CCA   | prolina   | CAA   | glutamina    | CGA   | arginina    |
| CUG   | leucyna           | CCG   | prolina   | CAG   | glutamina    | CGG   | arginina    |
| AUU   | izoleucyna        | ACU   | treonina  | AAU   | asparagina   | AGU   | seryna      |
| AUC   | izoleucyna        | ACC   | treonina  | AAC   | asparagina   | AGC   | seryna      |
| AUA   | izoleucyna        | ACA   | treonina  | AAA   | lizyna       | AGA   | arginina    |
| AUG   | metionina (Start) | ACG   | treonina  | AAG   | lizyna       | AGG   | arginina    |
| GUU   | walina            | GCU   | alanina   | GAU   | asparaginian | GGU   | glicyna     |
| GUC   | walina            | GCC   | alanina   | GAC   | asparaginian | GGC   | glicyna     |
| GUA   | walina            | GCA   | alanina   | GAA   | glutaminian  | GGA   | glicyna     |
| GUG   | walina            | GCG   | alanina   | GAG   | glutaminian  | GGG   | glicyna     |